# Tor Andræ
Tor Julius Efraim Andræ (Kirchenspiel Vena, 9 luglio 1885 – Linköping, 24 febbraio 1947) è stato uno storico delle religioni e orientalista svedese e, specificamente, un arabista e un islamista. Fu anche un vescovo luterano.

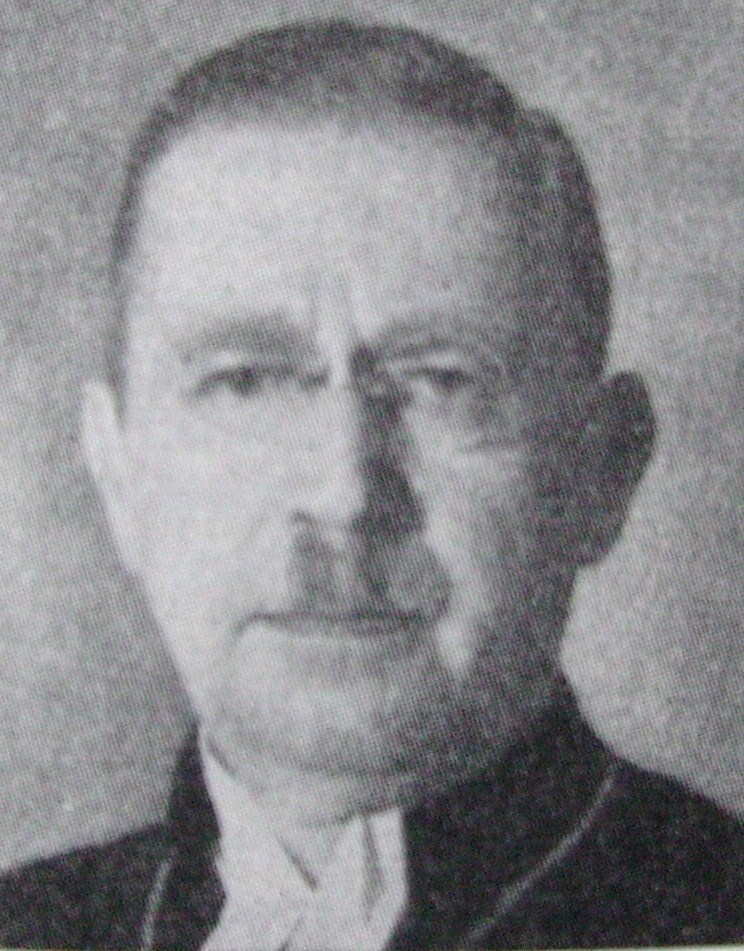
Tor Andræ

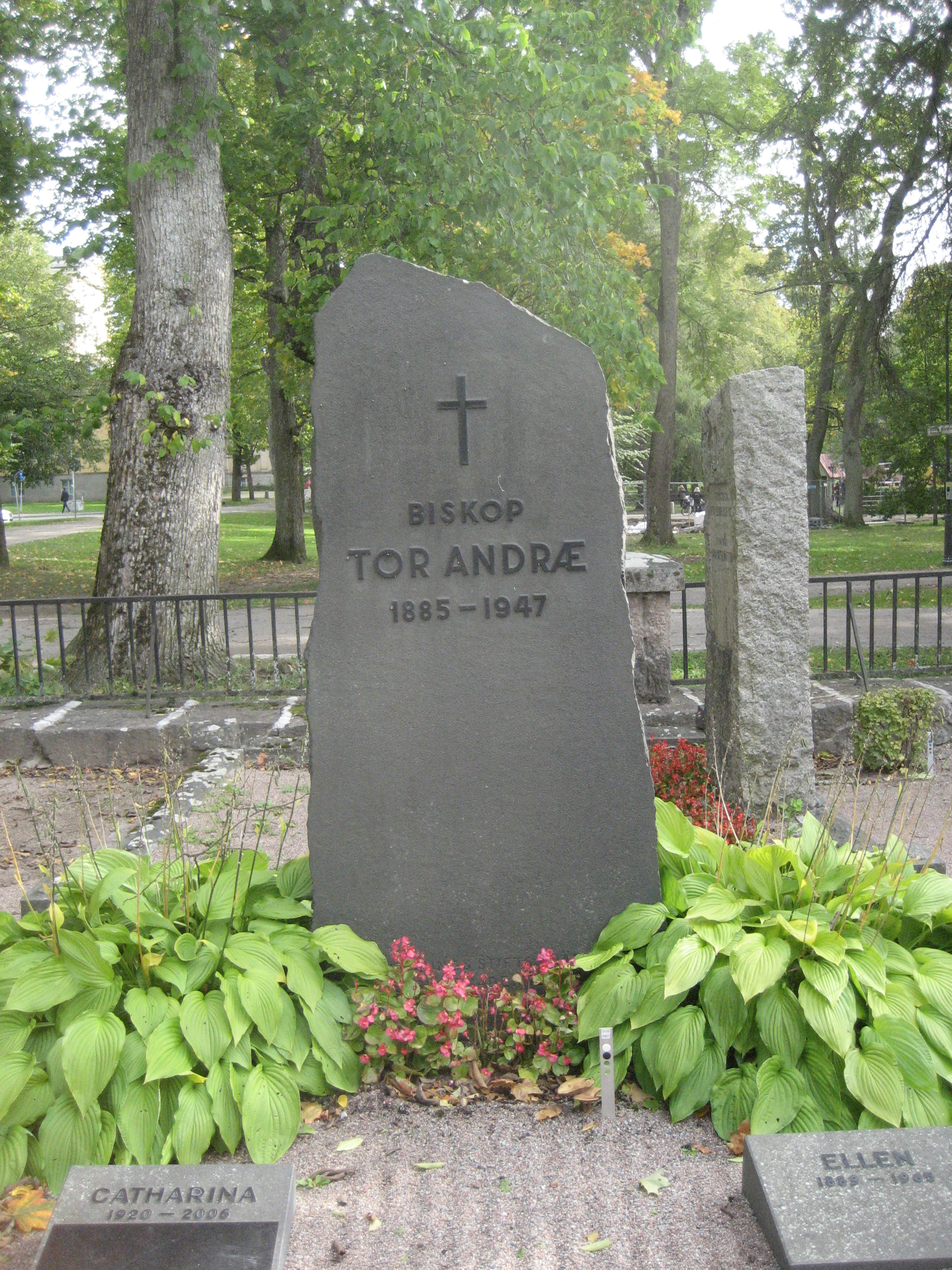
Tomba dello studioso a Uppsala.

Tor Andræ è stato uno dei principali studiosi di religioni comparate, nonché vescovo luterano di Linköping dal 1936.
Proveniente da una famiglia di pastori luterani, Tor Andræ studiò teologia nell'Università di Uppsala, in cui completò anche il suo Ph.D. nel 1917. Divenne professore di Storia delle religioni nel Università di Stoccolma - allora chiamata Collegio Universitario di Stoccolma - nel 1927 e quindi a Uppsala due anni dopo. Fu nominato vescovo di Linköping nel 1936 e quell'anno fu anche, per breve periodo, ministro per gli Affari Ecclesiastici (titolo arcaico per significare in realtà Ministro dell'Educazione) nell'effimero governo di Axel Pehrsson-Bramstorp.
Andræ fu un allievo di Nathan Söderblom, cui succedette come membro dell'Accademia Svedese nel 1932. Come storico delle religioni, il suo particolare interesse era la prima storia dell'Islam, particolarmente le relazioni con l'Ebraismo e il Cristianesimo, e la psicologia delle religioni, ma egli armonizzò questi filoni di ricerca anche con lo studio del primo misticismo islamico.

## Opere
- Die Person Muhammeds, Stoccolma, Kungl. Boktryckeriet. P.A. Norstedt & Söner, 1917 (trad. tedesca Mohammed, sein Leben und sein Glaube, Göttingen, Vandenhoeck & Ruprecht, 1932; trad. italiana Maometto. La sua vita e la sua fede, a cura di F. Gabrieli, Gius. Laterza & figli, Bari 1934, rist. 1981): trad. inglese Mohammed - The Man and His Faith, transl. Theophil Menzel, New York-Hagerstown-San Francisco-London, Harper Torchbooks (Harper & Row, Publishers), 1960.
- Les origines de l'Islam et le Christianisme, Parigi, Librairie d'Amerique et d'Orient Adrien-Maisonneuve, 1955 (Der Ursprung des Islams und das Cristentum, su: Kyrkohistorisk Azsskrift, 1923-25).